# پنکوید
پنکوید (به انگلیسی: Pencoed) شهرکی در ولز است که در شهرستان مستقل بریجند واقع شده‌‌است. پنکوید ۹٬۱۶۶ نفر جمعیت دارد.

## خواهرخوانده
شهرهای پلوزانه و والدزاسن خواهرخوانده‌های پنکوید هستند.